# ريتشارد فرانكو
ريتشارد فرانكو (بالإسبانية: Richard Franco) (16 يوليو 1992 بباراغواي - ) هو لاعب كرة قدم باراغواياني في مركز الوسط.

## وصلات خارجية
- ريتشارد فرانكو على موقع قاعدة بيانات كرة القدم.إي يو (الإنجليزية)
- ريتشارد فرانكو على موقع ناشيونال فوتبول تيمز (الإنجليزية)
- ريتشارد فرانكو على موقع Soccerway.com (الإنجليزية)